# Ammonios von Alexandria
Ammonios von Alexandria war ein christlicher Bibelgelehrter und Schriftsteller im dritten Jahrhundert. Er ist nicht zu verwechseln mit dem neuplatonischen Philosophen Ammonios Sakkas, der ebenfalls aus Alexandria stammte.
Bis in das 19. Jahrhundert schrieb man Ammonios die frühen Unterteilungen der vier Evangelien zu, die noch immer als Ammonische Einteilungen bekannt sind. Heute werden sie jedoch Eusebius von Caesarea zugeschrieben. Eusebius (Kirchengeschichte 6, 19), gefolgt von Hieronymus, versichert, dass Ammonios als Christ geboren wurde, sein Leben lang dem Christentum treu blieb und zwei Werke veröffentlicht hat: Die Harmonie von Moses und Jesus und ein Diatessaron (Harmonie der vier Evangelien). Es gibt eine im 6. Jahrhundert von dem Bischof Victor von Capua angefertigte umfangreiche lateinische Übersetzung eines anonymen griechischen Diatessarons, das normalerweise Tatian zugeschrieben wird, aber möglicherweise von Ammonios stammt.
Eusebius greift Porphyrios für seine Aussage an, dass Ammonios früh in seinem Leben vom Glauben abgefallen sei und keine Schriften hinterlassen habe. Dabei hat er den Christen Ammonios wahrscheinlich mit Ammonios Sakkas verwechselt.

## Ausgaben und Übersetzungen
- Giulia D’Alessandro: Ammonio di Alessandria. Testimoni e frammenti (= Diotima. Studies in Greek Philology. Band 2). Academia Verlag, Baden-Baden 2020, ISBN 978-3-89665-811-1.